# Seljani (Nevesinje)
Pour les articles homonymes, voir Seljani.
Seljani (en serbe cyrillique : Сељани) est un village de Bosnie-Herzégovine. Il est situé dans la municipalité de Nevesinje et dans la république serbe de Bosnie. Selon les premiers résultats du recensement bosnien de 2013, il compte 11 habitants.
Avant la guerre de Bosnie-Herzégovine, le village faisait entièrement partie de la municipalité de Nevesinje ; après la guerre et à la suite des accords de Dayton (1995), son territoire a été partiellement intégré dans la municipalité de Konjic.

## Démographie

### Évolution historique de la population dans la localité
| 1948 | 1953 | 1961 | 1971 | 1981 | 1991 | 2013 |
| ---- | ---- | ---- | ---- | ---- | ---- | ---- |
| -    | -    | 245  | 219  | 182  | 100  | 11   |

|  |